# Пляйтген, Фриц
Фриц Фердинанд Пляйтген (нем. Fritz Ferdinand Pleitgen; 21 марта 1938, Дуйсбург, Рейнская провинция — 15 сентября 2022, Кёльн, Северный Рейн-Вестфалия) — немецкий журналист. С 1995 г. по конец марта 2007 г. он был директором Westdeutscher Rundfunk, с 2001 по 2002 г. — председателем ARD. Он также был президентом Европейского вещательного союза (EBU) с 1 октября 2006 года до конца 2008 года. С 1 апреля 2007 г. до конца 2011 г. Пляйтген был генеральным директором компании RUHR.2010 GmbH.

## Профессиональная карьера
В возрасте 14 лет Фриц Пляйтген уже работал внештатным спортивным и судебным корреспондентом в местном издании Freie Presse (Bielefeld). Его двухлетняя волотёрская стажировка в этом издании началась в 1959 году. Он покинул гимназию Freiherr-vom-Stein-Gymnasium города Бюнде, прежде чем окончил среднюю школу. В 1963 году он перешёл на Западногерманское радиовещание (WDR) в Кёльне. Являясь сторонником восточной политики Вилли Брандта, он присоединился к СДПГ.
Первоначально Пляйтген работал в редакции телепрограммы Tagesschau специальным репортером, где занимался освещением политики и науки.

### Иностранный корреспондент
Всего год спустя, в 1964 году, Пляйтген в качестве иностранного корреспондента начал освещать встречи ЕЭС и НАТО в Брюсселе и Париже. Пляйтген также вел репортажи о войне на Кипре в 1964 году и Шестидневной войне в 1967 году.
С 1970 по 1977 год Пляйтген работал иностранным корреспондентом в Москве. Здесь он первым из западных журналистов взял интервью у тогдашнего генерального секретаря ЦК КПСС Леонида Брежнева.
Дипломатические способности, продемонстрированные в Москве (Пляйтген поддерживал очень хорошие контакты как с правительством, так и с диссидентами), позволили ему занять должность корреспондента в Восточном Берлине в 1977 г. Его предшественник на этом посту, Лотар Лёве, был выслан из страны за откровенно антикоммунистические репортажи. В общей сложности Пляйтеген пробыл на этом посту пять лет.
В июле 1982 г. последовал ещё один шаг в карьере Пляйтгена как журналиста — переезд из Восточного Берлина в Вашингтон. Политически, это был, вероятно, самый крупный шаг из возможных во время холодной войны. В своей работе корреспондентом в США Пляйтген подвергался критике, потому что довольно скептически относился к политике тогдашнего президента Рональда Рейгана. Причиной этого скептического отношения было убеждение Пляйтгена в том, что восточная политика Вилли Брандта была правильным путем.
После пяти лет руководства студией ARD в Вашингтоне Пляйтген перешёл на ту же должность в студии ARD в Нью-Йорке в 1987 году. Однако Фридрих Новотны, которого Пляйтген уже знал по их совместной стажировке в Bielefeld Free Press, вскоре вернул его в Кёльн.

### Главный редактор раздела «Политика»
С 1988 года Пляйтген занял должность главного редактора раздела телевизионных программ «Политика и текущие события» в головной компании ARD. Несмотря на дополнительные административные задачи, Пляйтген продолжал работать журналистом.
В связи с воссоединением Германии и распадом Советского Союза он руководил многочисленными программами из серии Brennpunkt («В фокусе»), а также несколькими другими специальными программами. Когда Берлинская стена пала, он сообщил об этом из Берлина и обратился к коллегам, с призывом умерить эмоциональный накал в репортажах: «Это взрывоопасное время, и мы не должны разжигать страсти».
После того как Плейтген проработал главным редактором WDR до 1993 года, он перешёл на радио 1 января 1994 года после трёх десятилетий работы на телевидении и стал радиодиректором WDR. За это время Пляйтген реформировал программу и организационную структуру и запустил вещательную компанию 1 Live.
17 декабря 2006 г., после участия в почти 300 программах, Фриц Пляйтген в последний раз вёл пресс-клуб ARD, одну из старейших передач на немецком телевидении.

## Личная жизнь
Пляйтген жил в Бергиш-Гладбах-Бенсберге, был женат с 1969 года и имел четверых детей. Его сын Фредерик Пляйтген также является журналистом, модератором RTL Nachtjournal с 2013 по 2015 год, а сейчас работает иностранным корреспондентом на телеканале CNN. В 2020 году у Пляйтгена диагностировали рак поджелудочной железы.
Скончался 15 сентября 2022 года.

## Награды, звания и титулы
- 1995: Антипремия «Солёный огурец»[нем.] от конференции женщин-сотрудниц СМИ[13].
- 1999: Глупый конек Крефельдской княжеской гвардии[14].
- 1999: Премия Георга Шульгофа[нем.][15].
- 2003: Медаль Йозефа Нойбергера[нем.] (награда еврейской общины Дюссельдорфа)[16].
- 2004: Премия культуры[нем.] немецких масонов[17].
- 2005: Медаль Карла Великого для европейских СМИ[нем.][18].
- 2006: Звание Посла Чемпионата мира по футболу для людей с ограниченными возможностями, проходившего в 2006 году в Германии.
- 2006: Звание почётного доктор факультета культурологии Дортмундского технического университета[19].
- 2006: Премия Kulturgroschen-2007 Немецкого совета по культуре[нем.][20].
- 2006: Назначение в Консультативный совет по интеграции Северного Рейна-Вестфалии (в который входят 26 представителей науки и бизнеса, исламских ассоциаций и деятелей культуры и общества).
- 2007: Орден «За заслуги перед землей Северный Рейн-Вестфалия»[нем.][21].
- 2007: Золотая медаль Вилли Остерманна[нем.], высшая официальная награда Кёльнского карнавала[22].
- 2009: Золотой отвес, награда Ассоциации инженеров-геодезистов Германии[нем.].
- 2009: Весёлая официальная форма профсоюз государственных служащих Германии[нем.][23].
- 2010: Антипремия языковой сапожник года (за работу проекта RUHR.2010[нем.])[24].
- 2012: Большой крест ордена «За заслуги перед Федеративной Республикой Германия» за добровольно исполняемые социальные обязательства, включая работу президентом Немецкого общества помощи при онкологических заболеваниях.
- 2017: Премия Премия им. Гааза Германо-Российского форума за наведение мостов между двумя народами[25].
- 2018: Премия Золотое солнце[нем.] в области туризма и СМИ (присуждается прижизненно за достижения в журналистике)[26].
- 2019: Награждение «Золотой медалью Блохина» от НМИЦ им. Блохина Минздрава России и Ассоциации детских онкологов, представляющих ассоциацию «Дети Перми», за приверженность делу Фридриха-Иосифа Гааза.
- 2021: Премия Броста Рура[27].

## Избранная библиография
- Durch den wilden Kaukasus. 2000, ISBN 3-596-15274-7.
- Mit Wolf Biermann: Die Ausbürgerung. 2001, ISBN 3-89834-044-9.
- Mit Annette Dittert[нем.]: Der stille Bug. Reise durch ein zerrissenes Land. 2004, ISBN 3-548-36739-9.
- Der Sport im Fernsehen. Institut für Rundfunkökonomie, Köln 2000, ISBN 3-934156-16-9.
- Väterchen Don. Der Fluss der Kosaken. Kiepenheuer und Witsch, Köln 2008, ISBN 978-3-462-04046-3.
- mit Michail Schischkin: Frieden oder Krieg. Russland und der Westen — eine Annäherung. Ludwig, München 2019, ISBN 978-3-453-28117-2.
- Eine unmögliche Geschichte. Als Politik und Bürger Berge versetzten. Herder, Freiburg 2021, ISBN 978-3-451-39053-1.